# Villedieu-le-Château
Villedieu-le-Château és un municipi francès, situat al departament del Loir i Cher i a la regió de Centre – Vall del Loira. L'any 2007 tenia 409 habitants.

## Demografia

### Població
El 2007 la població de fet de Villedieu-le-Château era de 409 persones. Hi havia 184 famílies, de les quals 60 eren unipersonals (36 homes vivint sols i 24 dones vivint soles), 68 parelles sense fills, 48 parelles amb fills i 8 famílies monoparentals amb fills.
La població ha evolucionat segons el següent gràfic:
Habitants censats

### Habitatges
El 2007 hi havia 306 habitatges, 189 eren l'habitatge principal de la família, 97 eren segones residències i 20 estaven desocupats. 304 eren cases i 2 eren apartaments. Dels 189 habitatges principals, 169 estaven ocupats pels seus propietaris, 14 estaven llogats i ocupats pels llogaters i 6 estaven cedits a títol gratuït; 1 tenia una cambra, 12 en tenien dues, 40 en tenien tres, 63 en tenien quatre i 73 en tenien cinc o més. 156 habitatges disposaven pel capbaix d'una plaça de pàrquing. A 93 habitatges hi havia un automòbil i a 76 n'hi havia dos o més.

### Piràmide de població
La piràmide de població per edats i sexe el 2009 era:
| Homes | Edats   | Dones |
| ----- | ------- | ----- |
| 0     | 95 o +  | 0     |
| 0     | 90 a 94 | 4     |
| 0     | 85 a 89 | 8     |
| 8     | 80 a 84 | 16    |
| 20    | 75 a 79 | 16    |
| 20    | 70 a 74 | 20    |
| 4     | 65 a 69 | 20    |
| 4     | 60 a 64 | 8     |
| 20    | 55 a 59 | 8     |
| 16    | 50 a 54 | 4     |
| 0     | 45 a 49 | 16    |
| 20    | 40 a 44 | 16    |
| 12    | 35 a 39 | 12    |
| 16    | 30 a 34 | 4     |
| 12    | 25 a 29 | 8     |
| 12    | 20 a 24 | 20    |
| 4     | 15 a 19 | 20    |
| 12    | 10 a 14 | 4     |
| 12    | 5 a 9   | 16    |
| 12    | 0 a 4   | 8     |

## Economia
El 2007 la població en edat de treballar era de 231 persones, 169 eren actives i 62 eren inactives. De les 169 persones actives 153 estaven ocupades (83 homes i 70 dones) i 16 estaven aturades (8 homes i 8 dones). De les 62 persones inactives 28 estaven jubilades, 19 estaven estudiant i 15 estaven classificades com a «altres inactius».

### Ingressos
El 2009 a Villedieu-le-Château hi havia 197 unitats fiscals que integraven 404,5 persones, la mediana anual d'ingressos fiscals per persona era de 16.321 €.

### Activitats econòmiques
Dels 18 establiments que hi havia el 2007, 2 eren d'empreses extractives, 2 d'empreses de fabricació d'altres productes industrials, 7 d'empreses de construcció, 1 d'una empresa de comerç i reparació d'automòbils, 1 d'una empresa d'informació i comunicació, 2 d'empreses financeres, 2 d'empreses de serveis i 1 d'una entitat de l'administració pública.
Dels 6 establiments de servei als particulars que hi havia el 2009, 1 era una oficina bancària, 1 paleta, 1 guixaire pintor, 1 fusteria i 2 lampisteries.
L'únic establiment comercial que hi havia el 2009 era una botiga de menys de 120 m².
L'any 2000 a Villedieu-le-Château hi havia 27 explotacions agrícoles que ocupaven un total de 2.310 hectàrees.

## Equipaments sanitaris i escolars
El 2009 hi havia una escola maternal integrada dins d'un grup escolar amb les comunes properes formant una escola dispersa.

## Poblacions més properes
El següent diagrama mostra les poblacions més properes.